# Église Notre-Dame-de-l'Assomption de Tamerville
Pour les articles homonymes, voir Notre-Dame-de-l'Assomption et Église Notre-Dame.
L'église Notre-Dame-de-l'Assomption de Tamerville est un édifice catholique du XIIe siècle qui se dresse sur le territoire de la commune française de Tamerville, dans le département de la Manche, en région Normandie. L'édifice est classé au titre des monuments historiques.

## Localisation
L'église Notre-Dame-de-l'Assomption est située sur la commune de Tamerville, dans le département français de la Manche.

## Historique
L'église, qui a subi de nombreux remaniements, a pour vocable Notre-Dame-de-l'Assomption et comme autre patron saint Mayeul.
Une chapelle dédiée à saint Jean-Baptiste aurait été érigée à Tamerville, au « carrefour Belaunay », avant le IXe siècle, mais tout vestige en aurait disparu aujourd'hui.[réf. nécessaire]
La construction d'un nouvel édifice plus grand, à l'emplacement actuel, dut s'interrompre à deux reprises : lors d'une famine en 820 et vers 838, à l'arrivée des Normands qui ne laissèrent debout que la tour.[réf. nécessaire]
Après l'érection, entre 925 et 950, d'une petite chapelle, fut commencée la construction de l'église actuelle vers 1070 (sous l'épiscopat de l'évêque de Coutances, Geoffroy de Montbray) à l'initiative d'un sire de Chiffrevast, qui, revenu d'Angleterre, en aurait ramené plusieurs ouvriers bâtisseurs.[réf. nécessaire]
Dans le pouillé du diocèse de Coutances, rédigé en 1332, il est fait mention de l'église paroissial associée à un autre sanctuaire, une chapelle, sise dans le cimetière sans que celle-ci ne lui soit accolée, ni intégrée.
Vers 1420, Jacques d'Anneville, seigneur de Chiffrevast, fit ajouter à gauche du chœur la chapelle Saint-Jacques, dont la destination aurait été de lui servir de chapelle funéraire. Marguerie Aubert, épouse de Guillaume d'Anneville, seigneur de Chiffrevast, fera élever un monument funéraire et déposer le cœur de son époux mort de maladie, après la campagne d'Allemagne, le 27 décembre 1587 à Sens,.
Vers le XVe siècle, des remaniements furent opérés en particulier sur le chœur (voûté d'ogives) et son chevet plat.
Au XVIIe siècle, la modification de la nef eut une certaine ampleur. Si sa structure romane a été préservée, elle a été allongée d'une travée et les fenêtres furent agrandies. Sur la façade nord, côté extérieur, des vestiges des fenêtres romanes obstruées peuvent encore être observés. Les corniches de la nef et du chœur ont gardé une soixantaine de modillons romans.
En 1672, l'accès à la chapelle Saint-Jacques par le transept de l'église fut réalisé par un arc en ogive.
En 1755, fut installé le portail, coiffé d'un fronton triangulaire, lui-même surmonté d'une niche abritant la statue en fonte[réf. nécessaire] de saint Mayeul.
Le plafond fut refait en 1813, le pignon ouest fut démoli en 1855 et la nef prolongée par deux petites chapelles latérales. En 1972, des travaux sur la nef furent entrepris et financés par l'État.
Une relique de saint Sulpice le Débonnaire (évêque de Bourges au VIIe siècle), retrouvée vers le XXe siècle, aurait été partagée entre l'église de Tamerville et celle de Fresville.
En 1982, avec l'accord de Jacques Traverse, architecte en chef des monuments historiques et de François Macé de Lépinay, inspecteur des monuments historiques, deux verrières en verre antique, rehaussé de grisaille ont été réalisées à partir des cartons du peintre Michel Gigon (° 1929) et la collaboration du maître-verrier Denis Picol.

## Description
La nef, le chœur, et le clocher octogonal ont gardé leurs styles romans, la façade a été remaniée au XVIIIe siècle,. Afin d'agrandir l'église on a ajouter au XIIIe siècle à gauche du chœur une chapelle latérale.
La porte romane (aujourd'hui bouchée) de la façade sud, décorée de billettes, d'étoiles creuses et d'un tore, est encadrée de deux colonnettes.
Le clocher, sur base carrée, n'est pas sur le transept mais accolé à la première travée sud du chœur. Il a été doté au XIIe siècle d'une tour octogonale à deux étages surmontés d'une courte flèche couverte de schiste. Le premier étage est composé sur quatre faces de fenêtres aveugles décorées de bâtons brisés, le second ajouré de huit fenêtres ornées de frettes crénelées. Construit en pierre calcaire, probablement provenant de l'ancienne carrière d'Yvetot-Bocage, ses angles sont adoucis par des boudins.
Dans la nef à quatre travées, l'arc triomphal repose sur deux chapiteaux dont l'un figure une chasse au cerf (Saint Hubert).

## Protection
L'église est classée au titre des monuments historiques par arrêté du 19 mai 1906.

## Mobilier
De nombreux éléments du mobilier de l'église sont classés au titre objet aux monuments historiques :
- un retable, dans le chœur, sur le mur sud. Bas-relief très abîmé en pierre calcaire polychrome du début du XVIe représentant les douze apôtres classé en 1972[10] ;
- dans la chapelle Saint-Sulpice, un haut-relief représentant saint Jacques (mutilé de la main droite) en pierre calcaire polychrome sous badigeon du XIVe classée en 1905[11] ;
- dans la chapelle Sous-Tour du XIe siècle, la Vierge de Pitié (ou Pietà) en calcaire polychrome sous badigeon du XVe classée en 1914[12] ;
- une statuette de saint Firmin en calcaire polychrome, classée en 1981[13] ;
- deux autels latéraux et leurs retables peints en trompe-l'œil de la seconde moitié du XVIIIe, classés en 1981[14] ;
- les peintures monumentales figurant un évêque bénissant et des décors floraux et géométriques, des XVe et XVIe siècles, classées en 1976[15] ;
- le confessionnal en bois peint d'époque Louis XVI, classé en 1968[16].